# 渡嘉敷島
26°11′52″N 127°21′52″E / 26.19778°N 127.36444°E
渡嘉敷島（日语：／ Tokashiki-jima、琉球語：／ ）是沖繩群島中的一個島嶼，行政區劃上屬於沖繩縣島尻郡渡嘉敷村。渡嘉敷島是慶良間群島的一部分，面積15.31平方公里，人口700人。

## 觀光
- 集團自決跡地碑
- 国立沖繩青年之家
- 赤間山
- 阿波連浦貝塚
- 船越原遺跡

## 外部連結
- 鯨海峡 渡嘉敷村 （页面存档备份，存于）（公式サイト）
- 渡嘉敷村商工会 （页面存档备份，存于）
- トカシキ丸ごと喰いに来い - かめかめプロジェクト（ポータルサイト）
- 渡嘉敷島へ 渡嘉敷島に行こう。 （页面存档备份，存于） - 沖縄観光・沖縄情報IMA（ポータルサイト）